# 博博納羅區
博博納羅区是東帝汶的一個区，位於該國西北部，西北臨薩武海，西鄰印尼西帝汶。面積1,368平方公里，人口90,700人。首府瑪利亞娜。
下分六次區。東帝汶與印尼的主要關卡位於本区。